# هاينز هاوس (ألاينس، أوهايو)
هاينز هاوس (بالإنجليزية: Haines House)‏ هو منزل تاريخي في ألاينس، أوهايو حيث كان محطة للسكة الحديدية تحت الأرض.

## وصف وتاريخ
المنزل يقع في شارع 186 W. Market . بناه المهندس جون جرانت في عامل 1834. كان تصميم المبنى يشبه تصميم المباني في فترة الاتحاد. وتم وضعه في السجل الوطني للأماكن التاريخية في 30 يوليو عام 1974.